# Première bataille de Swat
Cette page se comprend mieux après la lecture de Insurrection islamiste au Pakistan.
Ne pas confondre avec Seconde bataille de Swat (2009)
Insurrection islamiste au Pakistan
Batailles
Bataille de Wana (2004) • Assaut de la Mosquée rouge (2007) • Première bataille de Swat (2007) • Bataille de Bajaur (2008) • Seconde bataille de Swat (2009) • Opération Rah-e-Nijat (2009) • Offensive d'Orakzai et de Kurram (2010 - 2011) • Opération Brekhna (2011) • Opération Zarb-e-Azb (2014)
La Première bataille de Swat (ou opération Rah-e-Haq) est une opération militaire qui se déroula du 25 octobre au 8 décembre 2007. Elle opposa l'armée pakistanaise à des mouvements islamistes dans le district de Swat, tel que le Tehrik-e-Nifaz-e-Shariat-e-Mohammadi (TNSM).

## Déroulement de la bataille
L'opération fut d'abord une réussite, l'armée pakistanaise, qui a mobilisé 3 000 soldats, reprenant rapidement le contrôle de la région,,, mais dans les mois qui suivirent, les combattants islamistes reprirent près de 80 % du district, et les combats reprirent en 2008.
Le gouvernement pakistanais conclut un accord de cessez-le-feu avec le TNSM en février 2009. Celui-ci fut dénoncé par l'OTAN craignant qu'il permettrait seulement aux islamistes de se regrouper et par Amnesty International qui affirme que le cessez-le-feu légitimerait les violations des droits de l'homme dans la région. Il fut finalement brisé par les combattants islamistes entrainant la réaction du gouvernement qui engagea la seconde bataille de Swat à partir de mai 2009.